# 미나토모토마치역
미나토모토마치역(일본어: みなと元町駅)은 일본 효고현 고베시 주오구에 있는 고베 시영 지하철 가이간 선의 역이다. 역 번호는 K03이다.
2개의 역 출입구 중 서쪽에 있는 1번 출입구는 1908년에 준공된 옛 다이이치 은행 고베 지점(다쓰노 긴고 설계)의 외벽을 이용하였다. 야간에는 조명이 비춰진다.
제2회 긴키의 역 백선 선정역이다.
모토마치 지역의 동서 방향으로는 거의 중심부에 있어서 역명의 유래가 되었지만, JR 서일본・한신 전기철도의 모토마치역은 당역에서 600m가량 떨어져 있으며 해당 역에는 큐쿄류치다이마루마에 역에서 더 가깝다.

## 역 구조
- 섬식 승강장 1면 2선의 지하역이다.

### 승강장
| 승강장 | 노선      | 행선                        |
| ------ | --------- | --------------------------- |
| 1      | 가이간 선 | 산노미야하나도케이마에 방면 |
| 2      | 가이간 선 | 신나가타 방면               |

## 역 주변
- 사카에마치도리
- 메리켄 파크
  - 고베 포트 타워
  - 고베 해양 박물관
  - 고베 메리켄 파크 오리엔탈 호텔
- 하토바초 TEN×TEN
- 가이간 빌딩
- 호텔 오쿠라 고베
- 고베 포트 타워 호텔
- Kiss-FM KOBE
- 와다 흥산 본사
- 켄민 식품 본사
- 토마토 은행 고베 지점
- 한큐전철 한큐 고베 고속선 하나쿠마 역
- 서일본 여객철도 도카이도 본선 (JR 고베 선)・한신 전기철도 한신 본선 모토마치역

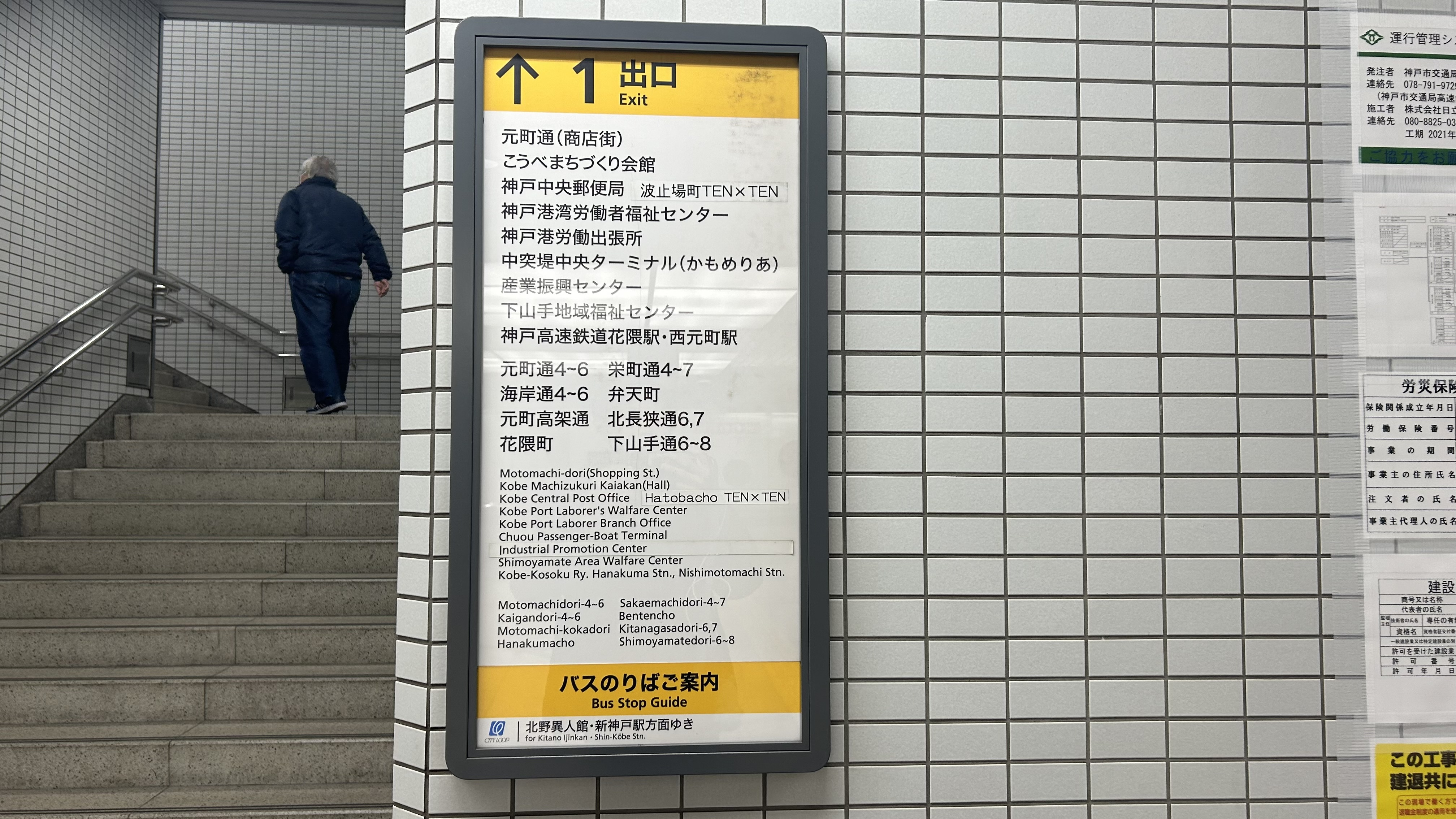
1번 출구 안내
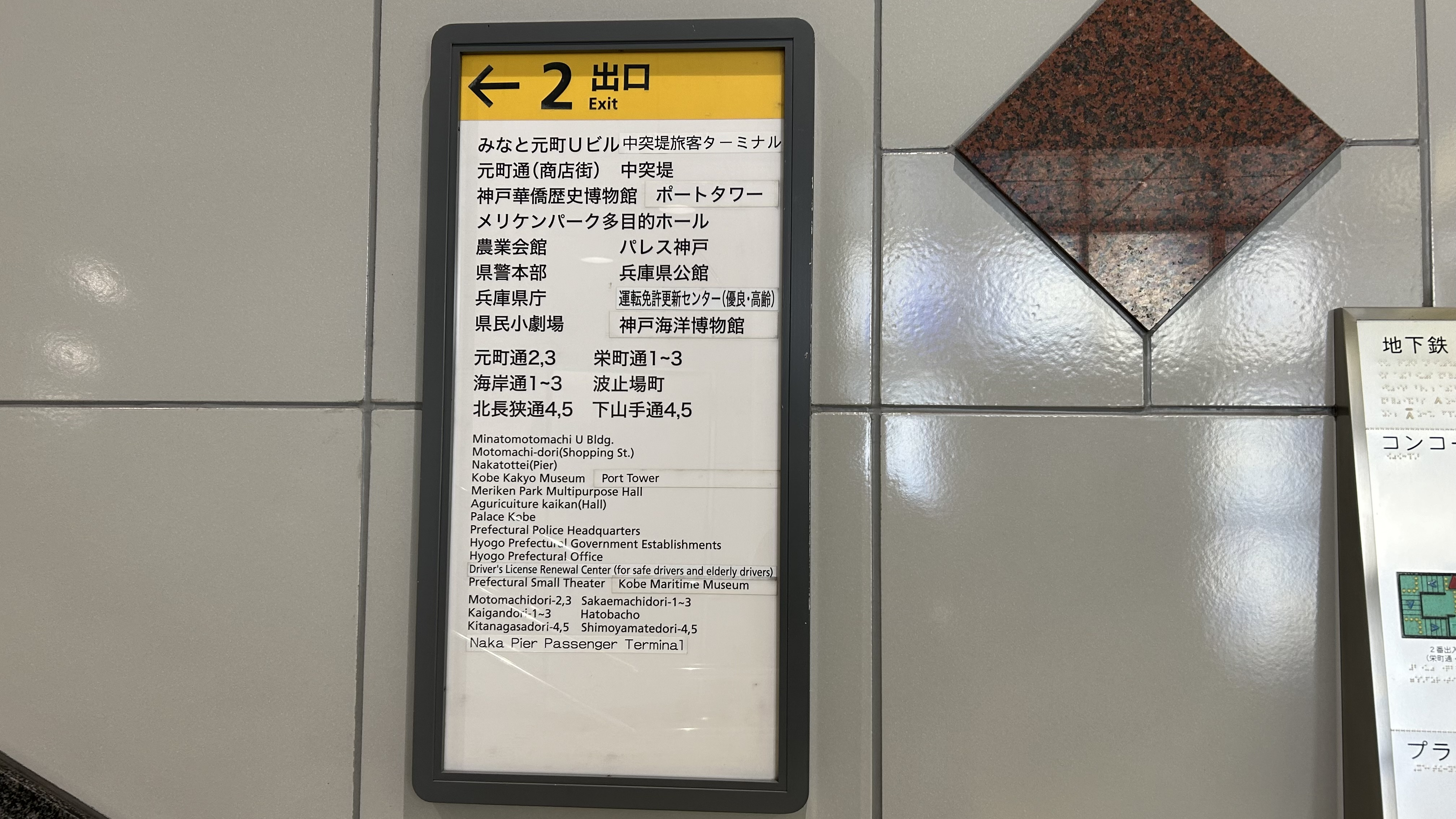
2번 출구 안내

## 역사
- 2001년 7월 7일: 영업 개시.
- 2011년 4월: 금년도부터 2년을 기한으로 하여 역명판 아래 광고로 "와다 흥산전"이 시작됨[1] (이후 2014년도까지의 게시를 갱신함[2])

## 사진

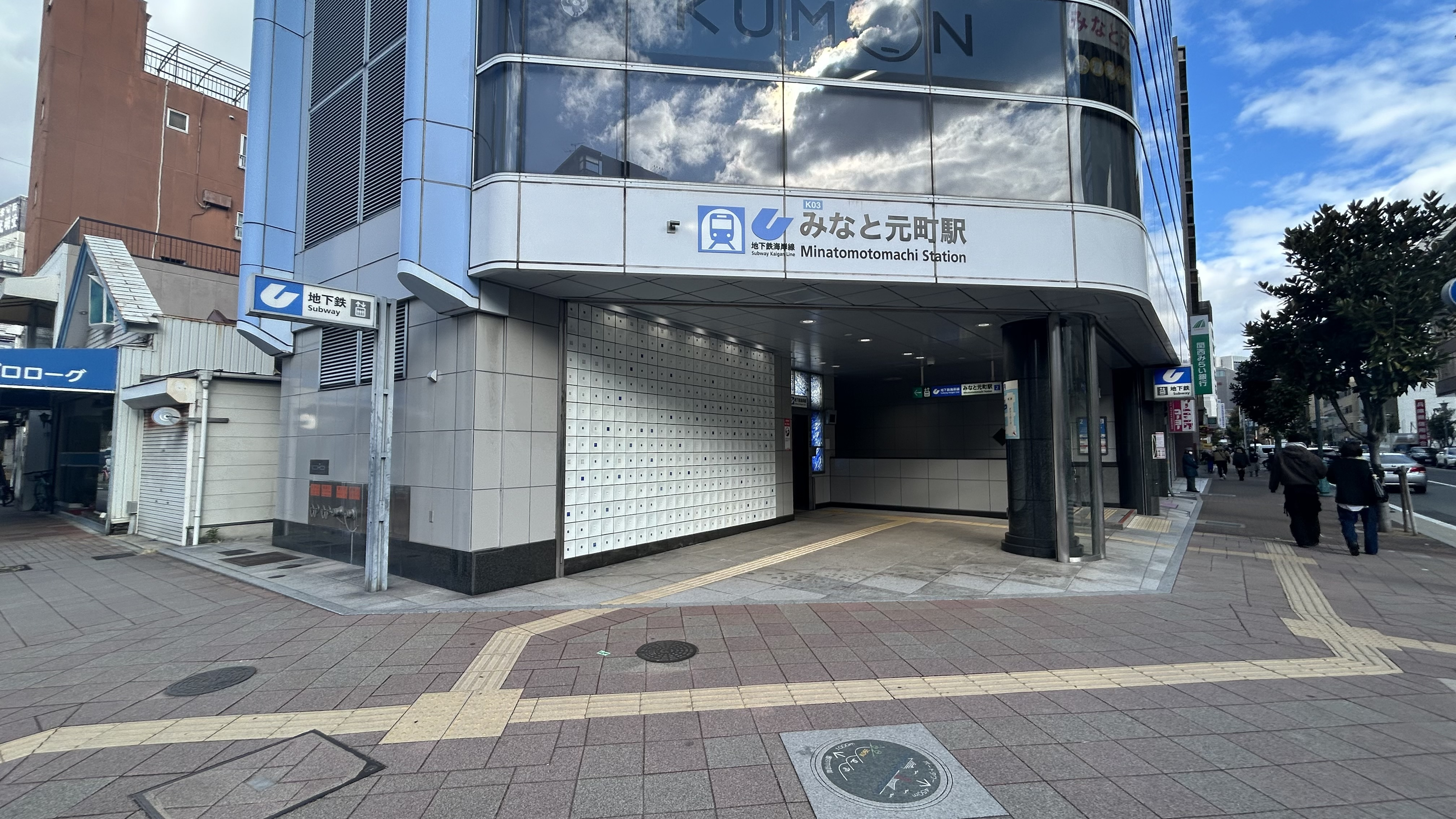
2번 출입구
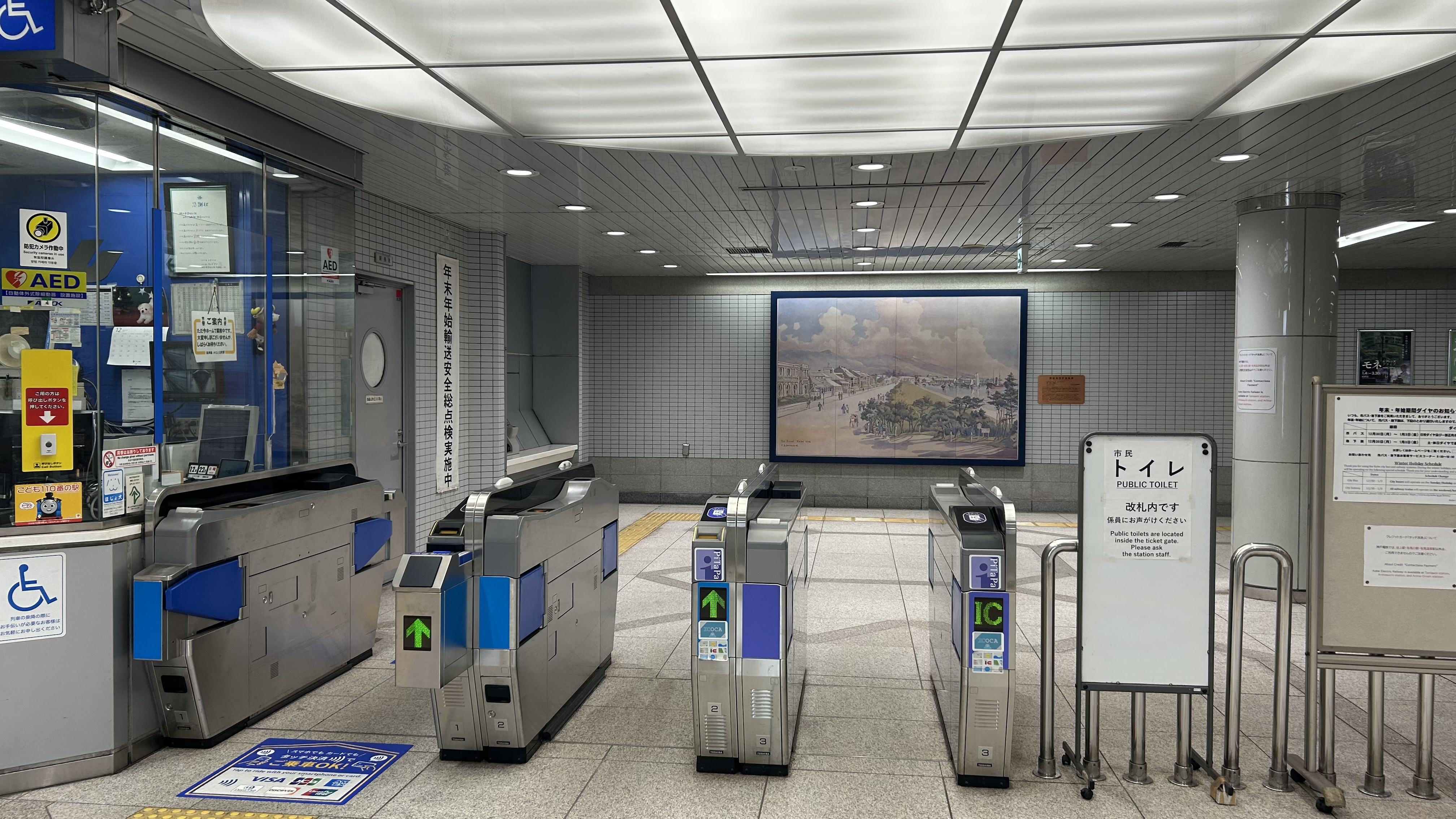
개찰구
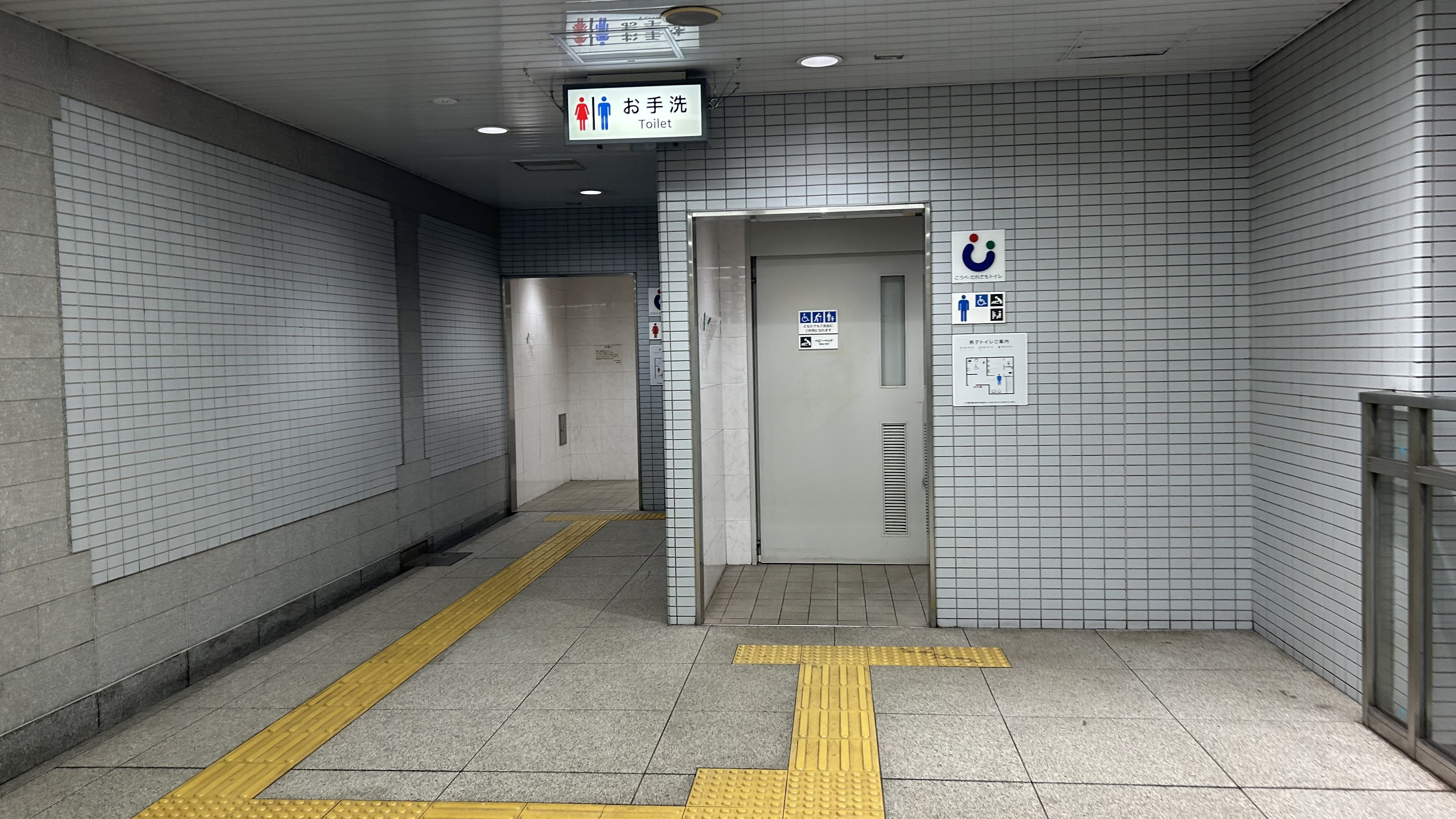
화장실
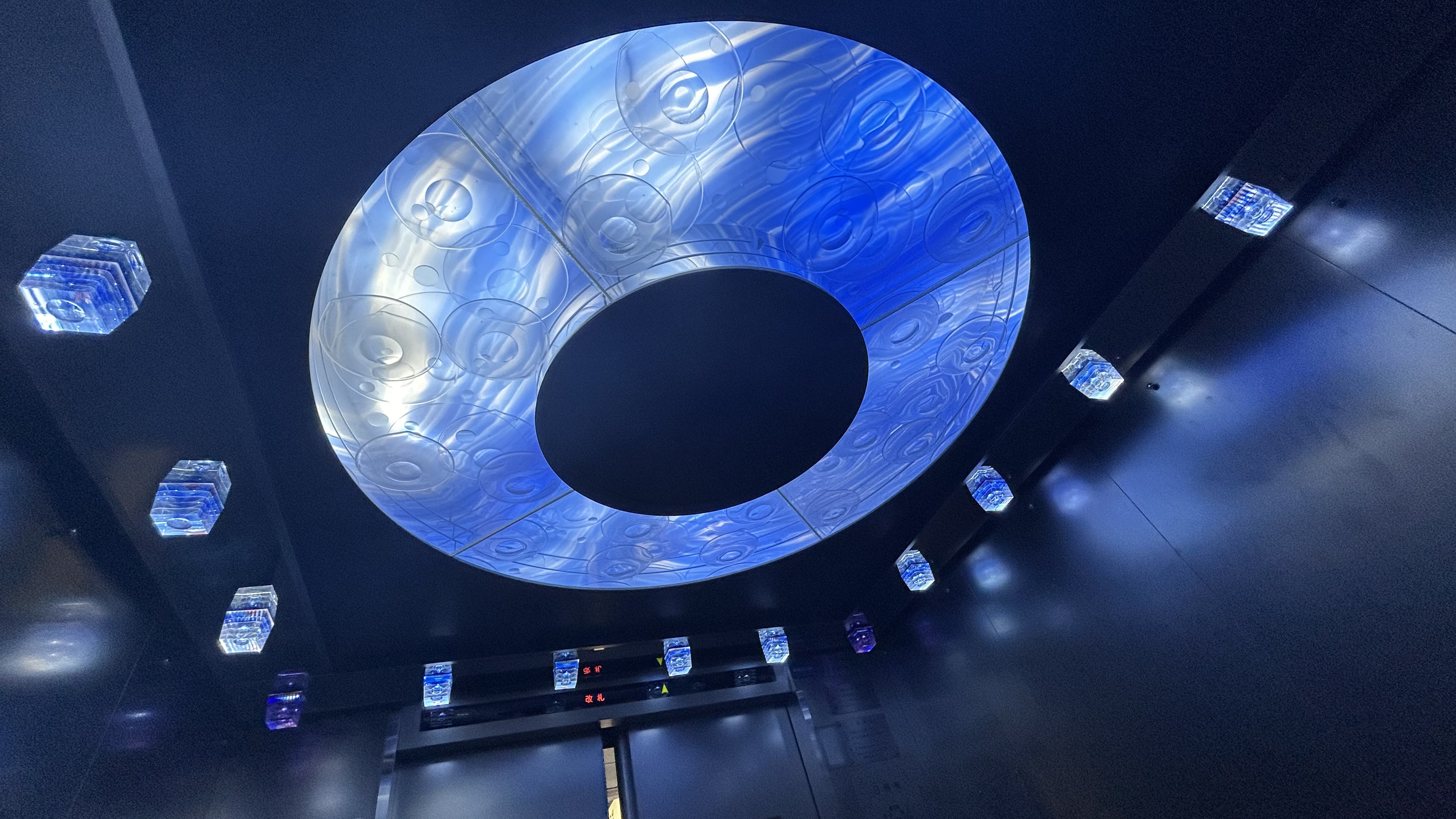
바다를 표현한 2번 출입구 엘리베이터의 천장

## 인접역
| 고베 시 교통국 가이간 선                              | 고베 시 교통국 가이간 선 | 고베 시 교통국 가이간 선    |
| ----------------------------------------------------- | ------------------------ | --------------------------- |
| K 02 큐쿄류치다이마루마에 산노미야하나도케이마에 방면 |                          | 하버랜드 K 04 신나가타 방면 |